# 施世綸
施世綸（1659年—1722年7月3日），字文賢，號潯江，中國清朝官員。福建省泉州府晉江縣衙口鄉（现晋江市龙湖镇衙口村）人，清初名将施琅次子，祖籍河南固始，後被編入八旗漢軍鑲黃旗。

## 生平
施世綸因父蔭於康熙二十四年（1685年）出任江蘇泰州知州。康熙廿八年（1689年）因政績卓越，康熙皇帝欲把施世綸升遷外地，但因當地居民挽留，遂就地晉授揚州知府。康熙三十二年及四十三年，分別調任江寧及安徽。
康熙四十四年，任太僕寺卿。康熙四十五年，因未察覺湖南亂兵劫掠，被奪官。不久，復授順天府尹。康熙四十八年，授左副都御史，兼管府尹事。康熙四十九年，遷戶部右侍郎，總督倉場。
康熙五十四年（1715年），遷兵部右侍郎漕运总督。全名為「總督漕運兼提督軍務巡撫鳳陽等處兼管河道」，為漕运事務的高級官員，是年57歲。施世綸任漕督時已經體弱多病，終於康熙六十一年（1722年）五月病故，終年64歲。
施世纶墓位于福建省惠安县黄塘镇许田村。

## 著作
- 《南堂集》八
- 《倚紅詞》一卷

## 文學中的施世綸
- 施世綸是公案小說《施公案》的主角。[2]小說描繪施世綸是瘸腿一隻，行走依撐拐杖，勤政愛民，頗受人民好評，人稱「施不全」。

## 影視中的施世綸

### 電視劇
- 中國電視公司曾於1983年至1984年播出八點檔連續劇《大執法》，由崔浩然飾演施世綸。

- 中華電視公司於1997年至1998年播出八點檔連續劇《施公奇案》，由廖峻飾演施世綸。

- 香港無綫電視2005年拍攝《施公奇案》，由歐陽震華飾演施世綸。

- 香港無綫電視2008年拍攝《施公奇案II》，由歐陽震華飾演施世綸。

- 江苏综艺频道於2012年上映《新施公案》，由范明飾演施琅之次子施世綸。

## 延伸阅读
[在维基数据编辑]
 《清史稿·卷277》，出自趙爾巽《清史稿》
 在维基共享资源阅览影像